# Lars Marius Bing Broch
Lars Marius Bing Broch, född den 1 april 1826 i Fredrikstads förstad, död den 1 juli 1882 i Fredrikshald, var en norsk militär och topograf, farfars far till juristen Lars Oftedal Broch.
Broch blev 1845 löjtnant vid infanteriet och började, sedan han genomgått krigshögskolan, redan 1847 deltaga i den geografiska uppmätningens topografiska arbeten, vid vilka han tjänstgjorde större delen av sitt liv, om man frånräknar åren 1853-57, under vilka han fungerade som inspektionsofficer och lärare i lantmäteri, teckning och astronomi vid krigsskolan.
År 1866 blev han överstelöjtnant i generalstaben och kontorschef vid den geografiska uppmätningen. Han övergick 1878 i aktiv militärtjänst, då han utnämndes till överste och chef för 1:a akershusiska brigaden och kommendant på Fredriksten. År 1867 blev han ledamot av svenska krigsvetenskapsakademien. 
Broch hade väsentlig del i den 1872 genomförda nya organisationen av Norges geografiska uppmätning och i den stora utveckling dess kartarbeten därigenom tog. Utom uppsatser i tidskrifter och tidningar författade han geografiska läroböcker för folkskolan samt en Lærebog i Landmaaling (1861).